# خرم‌آباد (تاجیکستان)
خرم‌آباد (پیشتر: قَتَ قشلاق) یک شهرک در غرب تاجیکستان است که در ولایت سغد واقع شده‌است.